# 惑星大戦争
『惑星大戦争』（わくせいだいせんそう）は、1977年（昭和52年）12月17日に公開された東宝製作の特撮SF映画。カラー、シネマスコープ。監督は福田純、主演は森田健作。
同時上映は『霧の旗』。

## 解説
1988年、太陽系外惑星から飛来した異星人の地球侵略に対抗するため、宇宙防衛艦「轟天」が、金星を前線基地とした異星人の宇宙戦艦「大魔艦」に立ち向かう。主要メカの轟天は、映画『海底軍艦』（1963年）に登場する同名メカの宇宙版リメイクであり、原作の神宮寺八郎も同作品の登場人物にちなんだものである。
製作の背景には、1977年はアメリカでSF映画『未知との遭遇』『スター・ウォーズ』、日本ではアニメ映画『宇宙戦艦ヤマト』が公開され、空前のSFブームを迎えていたことがあった。タイトルの『惑星大戦争』は『スター・ウォーズ』の邦題になる予定だったが、同映画が本国のアメリカで大ヒットしたことや、日本ではアメリカの翌年に公開されることなどに加え、ジョージ・ルーカスによる「全世界で（『スター・ウォーズ』という）タイトルを統一させる」との意向から却下され、最終的に本作品のタイトルとして流用された。
監督と特技監督には、1970年代の東宝でゴジラシリーズやSF作品を手がけてきた福田純と中野昭慶のコンビが登板した。
助監督を務めた川北紘一は、「和製『スター・ウォーズ』を作るという意気込みの作品であったが、田中は本家とは異なる宇宙像を描くという意図があり、単なる便乗作品ではなく差別化しようという志があった」と述べており、結果的には東宝らしいSFマインドに溢れた作品になったのではないかと評している。田中は、本作品を「『スター・ウォーズ』の亜流と評される不遇の作品」と述べている。
日本国内での評判は芳しくないが、海外（特にドイツ〈当時は西ドイツ〉）では大ヒットを記録した。有名人の賛辞としては、矢作俊彦の「なぜ日本アカデミー賞が『惑星大戦争』であってはいけないのか」という一文がある。
東宝特撮映画としてはアナモルフィックレンズで撮影された純正35mmシネマスコープ・サイズの最後の作品であった。

## ストーリー
1980年代、世界各地でUFO騒ぎが起きたうえ、電波障害による大混乱が発生した。これを宇宙からの侵略の前兆と捉えた国連宇宙局・日本支部所長の松沢は三好孝次に日本アルプスに落下した謎の飛行部隊の調査を依頼した。それと同時に国連宇宙局の秘密機関・宇宙防衛軍 (UNSF) は、宇宙防衛艦の設計建造を宇宙工学の博士・滝川正人に依頼して隊員の訓練を開始した。しかし、次第にその騒ぎは収まり、平和な地球に不要と判断された滝川は宇宙防衛艦の建造を中止し、退任する。
1988年、再びUFO騒動と大規模な通信障害が発生したため、国連宇宙局の三好は宇宙防衛艦轟天を完成させる使命を帯び、滝川を説得しようと日本に帰還する。滝川は消極的だったが、彼を暗殺しようとした刺客から三好、室井、冬木によって救われる。さらには、宇宙ステーション「テラ」が「巨大なローマ船」という通信を残して爆発し、国防軍は滝川に轟天建造の再開と乗員の編成を要請する。
敵の侵略軍のUFO「ヘル・ファイター」によって世界各地の大都市と地上の国連軍基地が壊滅状態となる中、滝川は隊員たちを再招集して太平洋のマウグ島で轟天の完成を急ぐ。侵入した工作員の妨害も排除しつつ轟天は完成し、地球上を飛び回っていたヘル・ファイターを全滅させ、侵略軍の前線基地がある金星への進撃を開始する。しかし、その途中で三笠の遺体に扮して侵入した敵兵により、滝川の娘・ジュンが拉致されてしまう。三好は冬木たちとともに、敵艦の心臓部爆破とジュンの救出のため、大魔艦に潜入する。
犠牲を払いつつもジュンの救出に成功した三好は大魔艦からの脱出にも成功し、轟天と大魔艦は金星の空で激突する。大魔艦の超重力砲によって轟天は危機に陥るが、滝川博士がエーテル爆弾を内蔵した艦首メインドリルに乗り込み、自らの命と引き換えに大魔艦を打ち破る。

## 登場キャラクター

### 恒星ヨミ第三惑星人
太陽系から2万2千光年、地球がメシエ13と呼ぶ球状星団、恒星ヨミの第三惑星から来た宇宙人。銀河帝国司令官ヘル（演：睦五郎）は劇中で母星をその位置とともに「銀河帝国」と称し、惑星自体が年老いたことから新しい星を求め、第3惑星に似た地球に目をつけたと語る。金星に大魔艦で根城を構え、地球をヘル・ファイターで攻撃する。
ヘルの装束や大魔艦はローマ帝国風にまとめられている。地球人と風貌は似ているが、体色が緑色をしている。ヘルはテレキネシスを発する杖を武器にしている。
兵士は全員とも布製の覆面をかぶっており、地球人に化けて行動するシーンが見られた。
- ヘルの兜は小林知己らによってFRPで作られた。つま先が丸く反り返った兵士の靴は『怪獣大戦争』に登場するX星人の靴の小道具、光線銃は『ゴジラ・エビラ・モスラ 南海の大決闘』に登場する「赤イ竹」の自動小銃の小道具をそれぞれ流用している。
- 検討稿では、ヘルクレス座球状星団の出身とされ、司令官の名称はキラであった[8]。

### 宇宙獣人
大魔艦内で警護に当たる2本の鋭い角を頭部に持つ、全身毛むくじゃらの怪物。知能は高くないが、ヘルの命令には従順で、ジュンを捕縛するほか、レーザー光線を吸収して宇宙金属をも切断する威力を持つ斧で相手を攻撃する。脱走したジュンと三好に襲いかかるが、三好の投げた電磁ナイフが胸に刺さり絶命した。
- 演技者はプロレスラーのマンモス・鈴木[出典 13]。造形は東宝特美スタッフによるもので、頭の角や鉞状の武器はFRPで作られた。目は鈴木本人のものが露出している[26]。
- 検討稿での名称はヘルであった[8]。準備稿では、単に大男と記述されていた[8]。書籍『大ゴジラ図鑑2』では、「宇宙獣人」を通称と紹介している[34]。
- その容姿から、インターネット上には『スター・ウォーズ』のチューバッカとの酷似を指摘（批判）する意見も散見される[35][36]。

## 登場メカニック

### 地球側
宇宙防衛艦「轟天」

スペース・ファイター
轟天に21機が艦載されている宇宙戦闘機。轟天側面のリボルバー式カタパルト射出口から発進する。本編ではランドローバーの攻撃隊を支援するため、室井やジミーら5人が乗り込み、バリアーを張った大魔艦へ出撃してヘル・ファイターとドッグファイトを繰り広げるが、次々と撃墜されていき、最後に残った室井機も浮上した大魔艦による攻撃で粉砕される。
- デザイン・造形は井上泰幸。造型は、マーブリング・ファインアーツが担当。ミニチュアは80センチメートルのものが7機、40センチメートルのものが5機、17センチメートルのものが5機作られ、いずれもバルサ製。
  - ミニチュアのうち1つは、『ゴジラ』（1984年版）で井上の助手を務めた樋口真嗣が、謝礼として井上から譲り受けている。そのほか、1993年時点で東宝の特殊美術倉庫で保管されているものも確認されていた。

ランドローバー
轟天から発進する探査用装甲車。4人乗りでルーフからは気象観測装置を出す。車輪を前部に4個、後部に6個装備している。ホバークラフトで空中も移動できる。武装として車体前上部にレーザーカノンを有するが、未使用。
- デザイン・造形は井上泰幸。ミニチュアは50センチメートルのものと10センチメートルのものが作られた。材質はアクリルと木材。

宇宙ステーション テラ
国連宇宙局が建造した地球を周回する宇宙ステーション。大魔艦による攻撃で破壊された。
- マット画で表現された。

### ヨミ惑星人側
大魔艦（金星大魔艦）
ワープ航法が可能な恒星ヨミ第三惑星人の宇宙戦艦で、劇中では「ローマ船」「大魔艦」と呼ばれる。金星地表のその艦体が収まる巨大な岩山に潜み、そこを前線基地としてきた。
帆船のキャビン風の後部にはヘルのスペースエンブレムがあり、そこが起き上がってヘル・ファイターを発進させる。着地時は上部のスタビライザーを畳み、回転式のバリアー発生装置を使って艦全体を覆い、敵の攻撃を寄せ付けないが、ヘル・ファイター発進時にはバリアーを一時解除しなければならない。
スペース・ファイターのジミーたちの犠牲でバリアー発生装置を潰され、艦首部の怪物の頭を模したエアーダクトから、轟天攻撃隊の侵入を許すが、艦内には籠形の電磁バリアーや、レリーフ型の侵入者攻撃ビームなどのセキュリティ機能も持つ。メカは6進法によってコントロールされる。
轟天との一騎討ちでは互角の砲撃戦を行うが、次第に轟天が優勢になり、砲撃と体当たり攻撃で砲座を潰されたものの、艦橋下に格納されている秘密兵器の重力砲で反撃して轟天を大破させる。しかし、滝川博士が開発したエーテル爆弾を搭載した艦首メインドリルによる特攻には重力砲も無力で、特攻からの自爆によって墜落し、金星と共に爆砕した。
- デザイン原案は井上泰幸で、帆船のイメージだったものを、鯨井実がローマ船のイメージで仕上げた。船体側面にあるオール状のビーム砲は、特技監督の中野昭慶が子供時代に観た海賊映画に登場するガレー船のオールがモデルになっている。艦首部は、ドラゴンをディフォルメしている。書籍『ゴジラ画報』では、漫画『宇宙海賊キャプテンハーロック』からの影響を指摘している。
- 造形は井上が主宰するアルファ企画。ミニチュアは、2.4メートルの1/80サイズのものと、1.2メートルの1/160サイズのものが作られた。
- 大魔艦が雲海を進むシーンはコマ落としで撮影しており、スモークやドライアイスの流れをギリギリの速度で映すことでスピード感を表現している。

ヘル・ファイター
大魔艦から発進する地球攻撃用の小型戦闘円盤。球形に小さな翼と長砲身が付いており、地球人からは「円盤」や「球状ロケット」と呼称される。大気圏の内外を問わずに使用できるほか、ワープ航法も可能である。地球に飛来した編隊は円盤騒動と電波障害を引き起こし、パルス・レーザー砲で世界各国の都市を攻撃するが、浮上した轟天に航空爆雷で全滅させられる。大魔艦に残存していた編隊は、金星にて轟天のスペース・ファイターと交戦する。
- デザインは井上泰幸。ミニチュアは、25センチメートル、12.5センチメートル、5センチメートルの3種類が数機ずつ作られた。操演用はFRP製、爆破用は塩化ビニールと発泡スチロール製。セパレート式で、ボルトで上下を固定して球体型にしている。その形状から、スタッフから「お釜ファイター」と呼ばれた。電飾を仕込んであり、発光する。
  - ミニチュアのうち1つは、『ゴジラ』（1984年版）で井上の助手を務めた樋口が、謝礼として井上からスペース・ファイターとともに譲り受けている。そのほか、1993年時点で東宝の特殊美術倉庫で保管されているものも確認されていた。

## キャスト
- 三好孝次[出典 25]（国連宇宙局勤務[65]）：森田健作（松竹）
- 滝川ジュン[出典 26]（国連宇宙局日本支部員[65]）：浅野ゆう子
- 冬木和夫[出典 27]（国防軍空挺隊員[出典 28]）：宮内洋
- 三笠忠[出典 29]（宇宙ステーション要員[65]）：新克利
- 松沢博士[出典 30]、国連宇宙局日本支部所長[65]）：大滝秀治
- 大石[出典 31]（国防軍司令[出典 32]）：平田昭彦
- 研究員A[出典 33]（国連宇宙局日本支部[65]）：橋本功
- 幕僚[出典 34]（国防軍司令部[65]、国防軍幕僚[74]）：中山昭二
- ヘル[出典 31]（遠征軍総司令官[65]）：睦五郎
- 操艦士（轟天）[出典 35]：山本亘
- 研究員B[出典 36]（国連宇宙局日本支部[65]）：遠藤剛
- 宇宙獣人[10][75][注釈 15]：マンモス・鈴木
- シュミット博士[出典 34]：ウィリアム・ロス（英語版）
- ジミー[出典 31]（パイロット[65]）：デビット・ペーレン
- 日下鉄夫[出典 34]（国防軍空挺隊員[65]）：兼松隆
- 湊吾郎[出典 34]（国防軍空挺隊員[65]）：菊地太
- 管制員C（轟天）[65]：早田文次
- パイロットB[出典 37]：村嶋修
- 通信士A[65]：竹村洋介
- 管制員A[65]：川端真二
- 石山[出典 34]（轟天砲術班長[65]）：森田川利一
- 管制員B[65]：吉田耕一
- パイロットC[65]：大谷進
- パイロットA[65]：江藤純一
- 通信士B[65]：吉宮慎一
- レーダー係[65]：瀬戸山功
- 副操艦士[出典 36]：直木悠
- 室井礼介[出典 38]（国防軍パイロット教官[出典 39]）：沖雅也
- 滝川正人[出典 40]（宇宙工学博士[65]）：池部良
- ナレーター：中江真司[79]

## スタッフ
参照
- 製作：株式会社東宝映画、東宝映像株式会社
- 製作：田中友幸、田中文雄
- 原案：神宮寺八郎[注釈 1]
- 脚本：中西隆三、永原秀一
- 撮影：逢沢譲
- 美術：薩谷和夫
- 録音：伴利也
- 照明：小島真二
- 音楽：津島利章
  - サントラ盤：東宝レコード
- 電子音響デザイン：大野松雄
- 効果：東宝効果集団
- 整音：東宝録音センター
- 監督助手：今村一平
- 編集：池田美千子
- スチール：石月美徳
- 現像：東京現像所
- 製作担当者：橋本利明
- 特殊技術
  - 撮影：山本武
  - 美術：井上泰幸
  - 照明：森本正邦
  - スチール：田中一清
  - 合成：三瓶一信
  - 監督助手：川北紘一
  - 光学撮影：宮西武史
  - 作画：塚田猛昭
  - 操演：松本光司
  - 特殊効果：渡辺忠昭
  - 製作担当者：篠田啓助
- 技斗：ジャパン・アクション・クラブ
- 特技監督：中野昭慶
- 監督：福田純

### ノンクレジット
- 監督助手・助監督・演出助手：吉田一夫[10]、米田興弘[10]
- 助監督（特撮）・監督助手（特撮）：浅田英一[10]、松本清孝[10]、高野敏幸[10]

## 製作
1978年夏の『スター・ウォーズ』の日本公開を控え、東宝は本作品を急遽製作して同年の正月映画として公開した。正月映画として1977年末から公開の予定でありながら脚本が仕上がったのは同年10月に入ってからで、クランクインが公開の2か月前というタイトな製作期間であった。監督の福田純も、後年に「とにかくもっと時間があれば面白くなったと思うね」と述懐している。
監督の福田と脚本の中西隆三はゴジラシリーズの新作『ゴジラの復活』の企画に、特技監督の中野昭慶は日英合作映画『ネッシー』の制作準備にそれぞれあたっていたが、製作が急遽決定した本作品にスライドする形となった。福田は本作品を監督した後、東宝との専属契約を打ち切ったため、本作品が東宝での最後の監督作品となった。
製作期間が非常に短いことから、それを補うために本編は3班、特撮は2班で撮影された。破壊される各国の都市などは、『宇宙大戦争』や『世界大戦争』『ノストラダムスの大予言』からの流用である。これは前述の製作期間ゆえの、苦肉の策であった。また、プロデューサーの田中友幸は予算の都合により、轟天が現代の地表から宇宙に飛び出すチグハグな設定になったと述懐している。
当初は小松左京に原作の依頼が持ち込まれたが、彼のブーム便乗企画でない本格的なSF映画を作りたいという希望で別途企画が立てられ、『さよならジュピター』が製作されている。『海底軍艦』の宇宙版という企画自体は田中がかねてから温めていたもので、実現の機会をうかがっていた。
田中は絵画的な世界観を描きたかったと述べており、中野は純粋なSFとは異なる独特なものになったと述べている。
金星を舞うホコリにはフライアッシュが用いられ、着色したものを複数種用意していた。金星の爆発シーンでは撮影に広がって映るスタンダードレンズを用いており、これをシネスコサイズにすることでより爆発の広がりを見せている。
滝川ジュンが身に纏う黒のボンデージファッションは、演じる浅野ゆう子の私物で撮影が行われた。

## 漫画
公開に先駆け、『月刊少年マガジン』（講談社）昭和53年1月号に、居村眞二による読み切り漫画が掲載された。ヒロインの滝川ジュンが全裸で拷問されるシーンがあるなど、コミカライズに際してのアレンジがうかがえる。

## 映像ソフト
- VHS 品番 TG4544S[85]
- LDは1997年12月21日に東宝ビデオより発売された[86]。
- DVDは2004年11月26日に発売された[87][88]。オーディオコメンタリーは睦五郎[87]。
  - 2014年2月7日、期間限定プライス版として再発売された[89]。
  - 2015年8月19日、東宝DVD名作セレクションとして再発売された[90]。
- BDは2022年9月21日に発売された[91][92]。

## サウンドトラック
惑星大戦争 オリジナル・サウンドトラック（2020年2月19日/CINEMA-KAN）
ステレオ音源とモノラル音源を収録したCD2枚組で発売された。未使用音源も収録されている。
CDの発売を記念し、轟天号のTシャツや、轟天号のクルーが被っているキャップも発売されていた。

## その他
2021年のアニメ映画『シン・エヴァンゲリオン劇場版𝄇』では、本作品のBGMの1曲である「激突！轟天対大魔艦」が新規録音のうえで使われている。